# Chiesa di Santa Maria Assunta e Santa Lucia (Ostellato)
La chiesa di Santa Maria Assunta e Santa Lucia è la parrocchiale di Rovereto, frazione di Ostellato nell'Unione dei comuni Valli e Delizie in provincia di Ferrara. Appartiene al vicariato di San Cassiano dell'arcidiocesi di Ferrara-Comacchio e la sua costruzione risale all'XI secolo.

## Storia

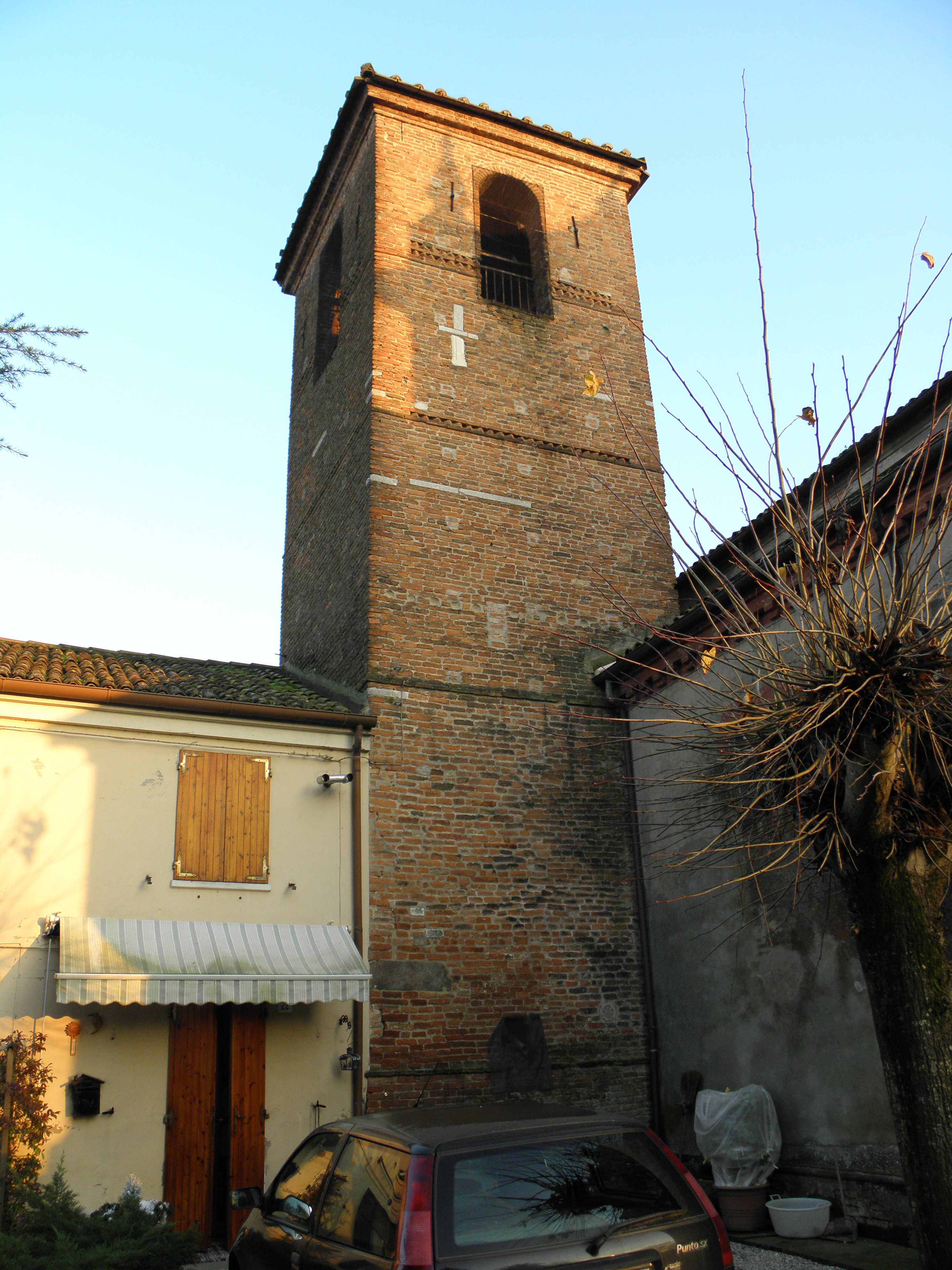
Torre campanaria.

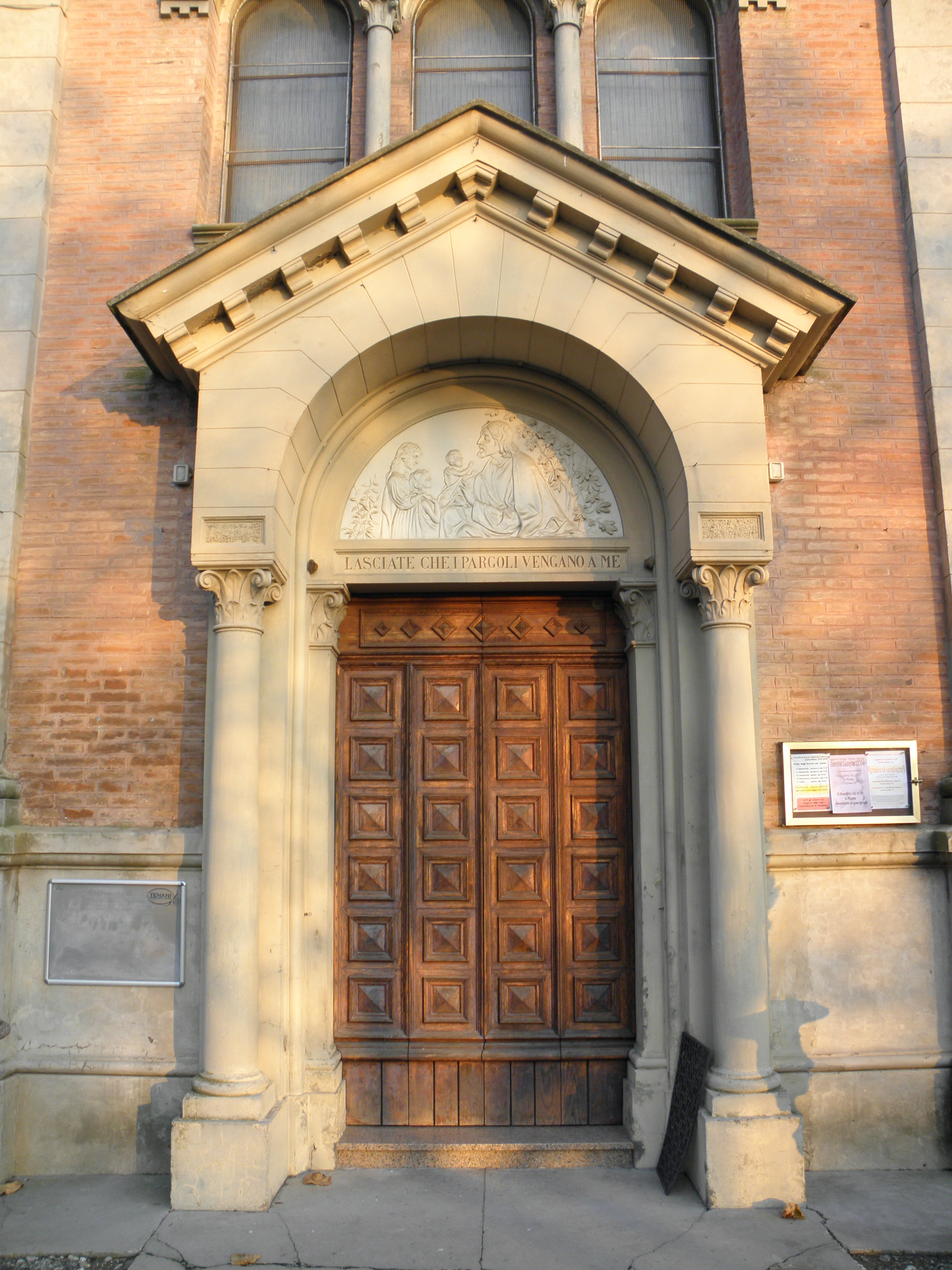
Protiro e portale sulla facciata.

Le prime citazioni riguardanti l'edificio religioso a Rovereto di Ostellato sono del 1067 ma è a partire dal XIII secolo che giungono altre e nuove documentazioni al riguardo. La chiesa venne edificata in un territorio che era stato da poco strappato alle antiche valli con opere di bonifica nel ferrarese e il paese di Rovereto deriva forse il suo nome da roveri (bosco di querce). Sorse ad un incrocio tra le vie che portavano verso Medelana e una località presso il Po di Volano.
Venne elevata a dignità di chiesa parrocchiale nel XVI secolo. Nella parrocchia furono attive in passato varie confraternite, come quelle del Santissimo Sacramento, della Vergine Addolorata e di San Francesco oltre alla pia unione del Sacro Cuore, tuttavia al riguardo le informazioni sono scarse.
Un regio decreto del 1909 rese possibile l'esecuzione di una bolla pontificia relativa alle concessioni del beneficio parrocchiale della chiesa.
La sua origine antica ha portato necessariamente a numerosi interventi restaurativi e ricostruttivi, tra gli ultimi quello che si è realizzato attorno al 1910. In tale occasione il rifacimento fu quasi completo, seguendo il gusto estetico neogotico. Rimase tuttavia inalterata l'antica torre campanaria in stile romanico.
Dal 1947 la giurisdizione ecclesiastica mutò e dalla diocesi di Cervia (poi arcidiocesi di Ravenna-Cervia) entrò nella diocesi di Comacchio (poi divenuta arcidiocesi di Ferrara-Comacchio).
Tra il 1970 e il 1980 venne realizzato l'adeguamento liturgico e fu collocato il nuovo altare rivolto verso l'assemblea al centro del presbiterio.

## Descrizione

### Esterni
La chiesa si trova nella periferia dell'abitato di Rovereto e mostra orientamento tradizionale verso est. La facciata a salienti la rende più snella rispetto a quelle dei luoghi di culto della zona. Una coppia di lesene abbinate suddivide il prospetto principale in tre parti, con quella centrale dove si trova il portale architravato e con finestra a lunetta cieca con bassorilievo protetto dal protiro. Sotto la lunetta si legge la scritta: "LASCIATE CHE I PARGOLI VENGANO A ME". Sopra, in asse, la grande finestra a trifora che porta luce alla sala. La torre campanaria romanica, che è tozza e non molto elevata, si apre con quattro finestre a monofora.

### Interni
la sala interna è ad aula con presbiterio leggermente rialzato. Di interesse artistico la bella statua raffigurante San Francesco di Paola attribuito alla scuola di Graziani.